# Геометријска прогресија
Геометријска прогресија је математички израз за принцип по коме се формира низ код кога је однос једног члана са његовим претходним константан. Овакав низ се зове геометријски низ и може се дефинисати својим првим чланом a и поменутим односом q. Притом би запис изгледао на следећи начин:
Притом низ за одређене вредности q има следећа својства:
- — тежи бесконачности
- — низ у коме су сви елементи међусобно једнаки
- 0 < || < 1 — низ који тежи нули
- — наизменични низ (нпр за константу "−3": 1, −3, 9, −27, 81, −243, ...)

Сумирањем елемената геометријског низа се добија геометријски ред.